# Selva Negra del Sur

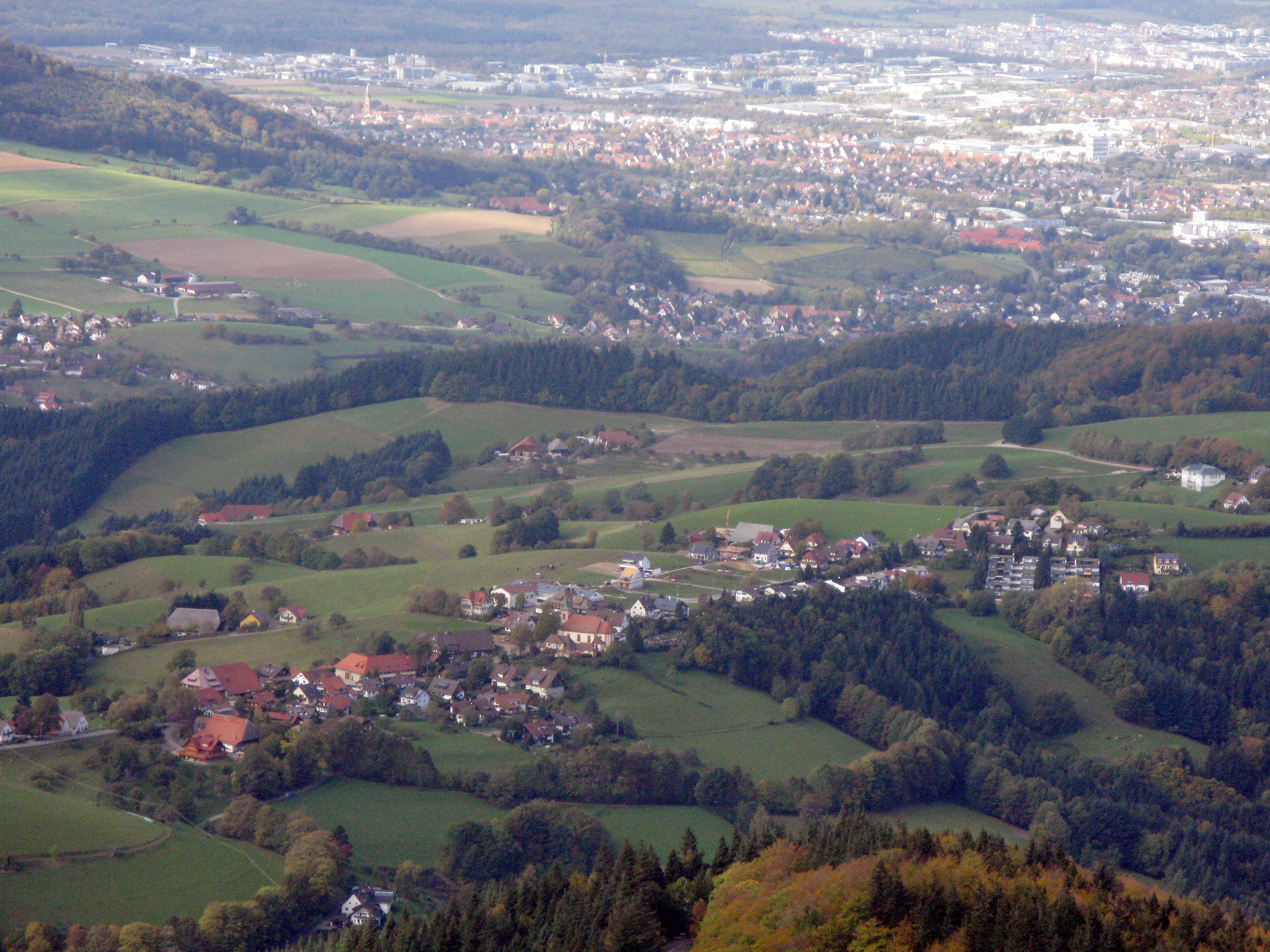
Vista desde Schauinsland de Horben y Friburgo (detrás)

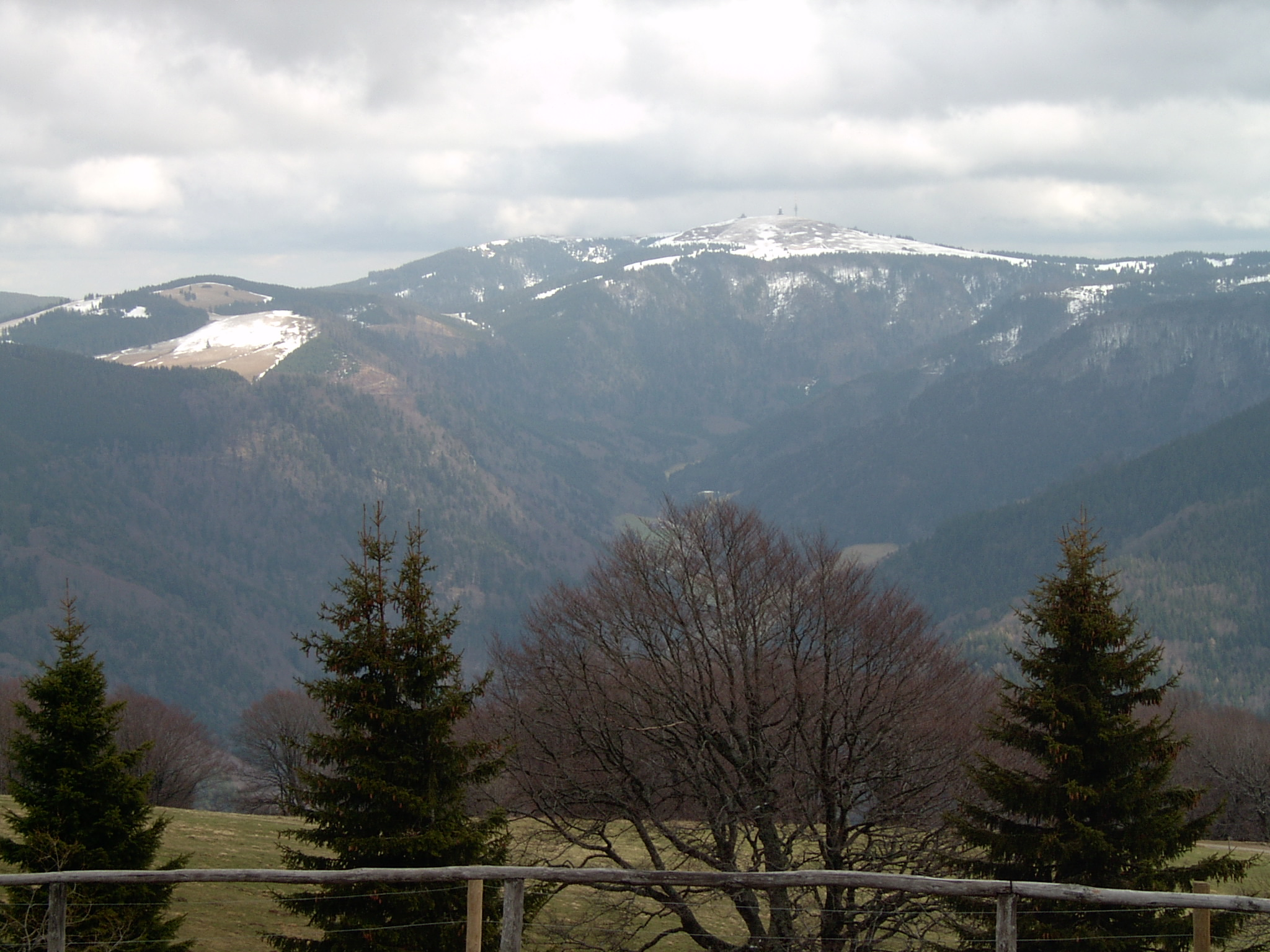
Vista desde el Schauinsland (1.284 m) del valle de St. Wilhelm y el Feldberg (1.493 m),493 m)

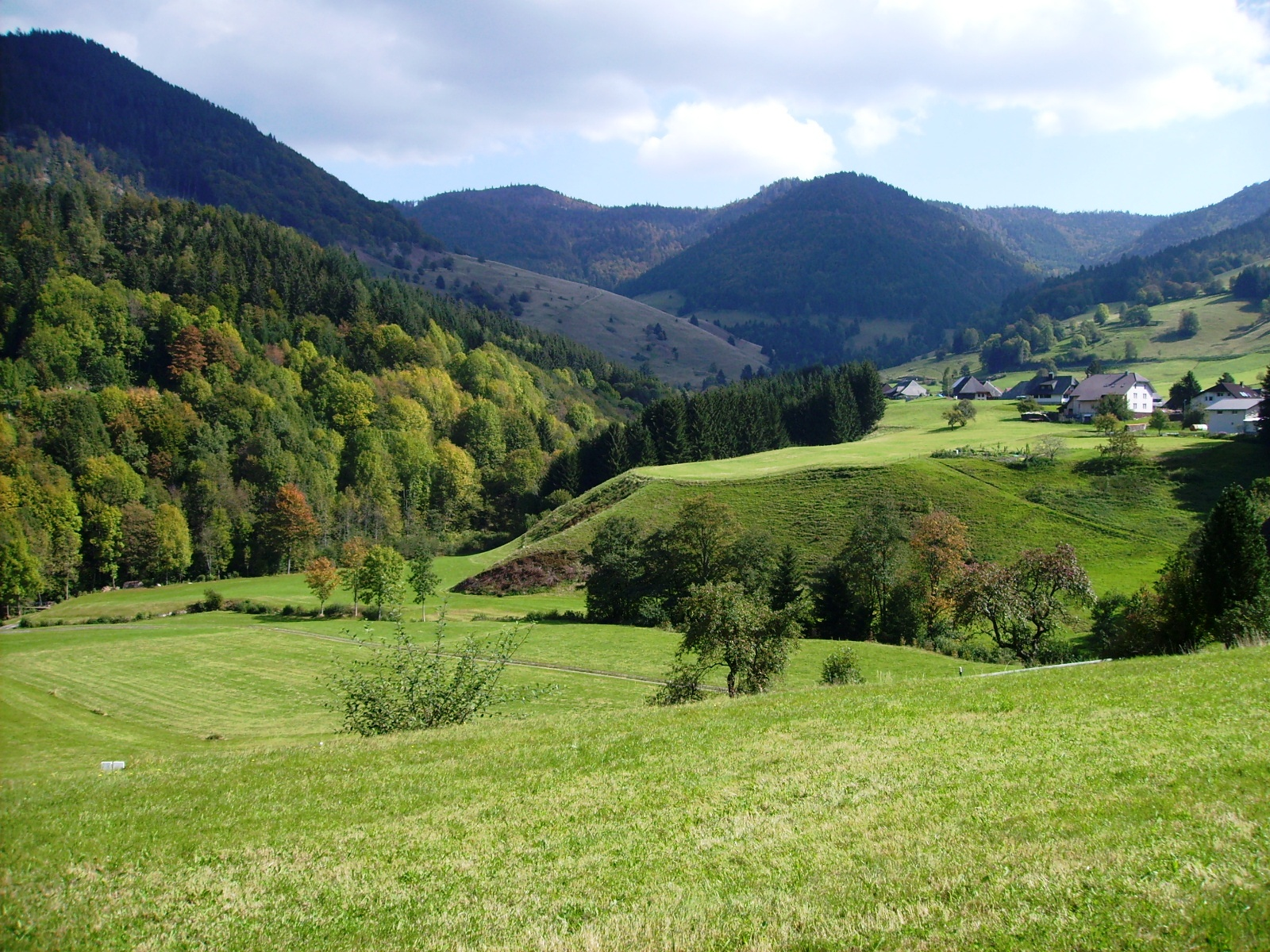
El Bowl Präg cerca de Todtnau en el valle del alto Wiese

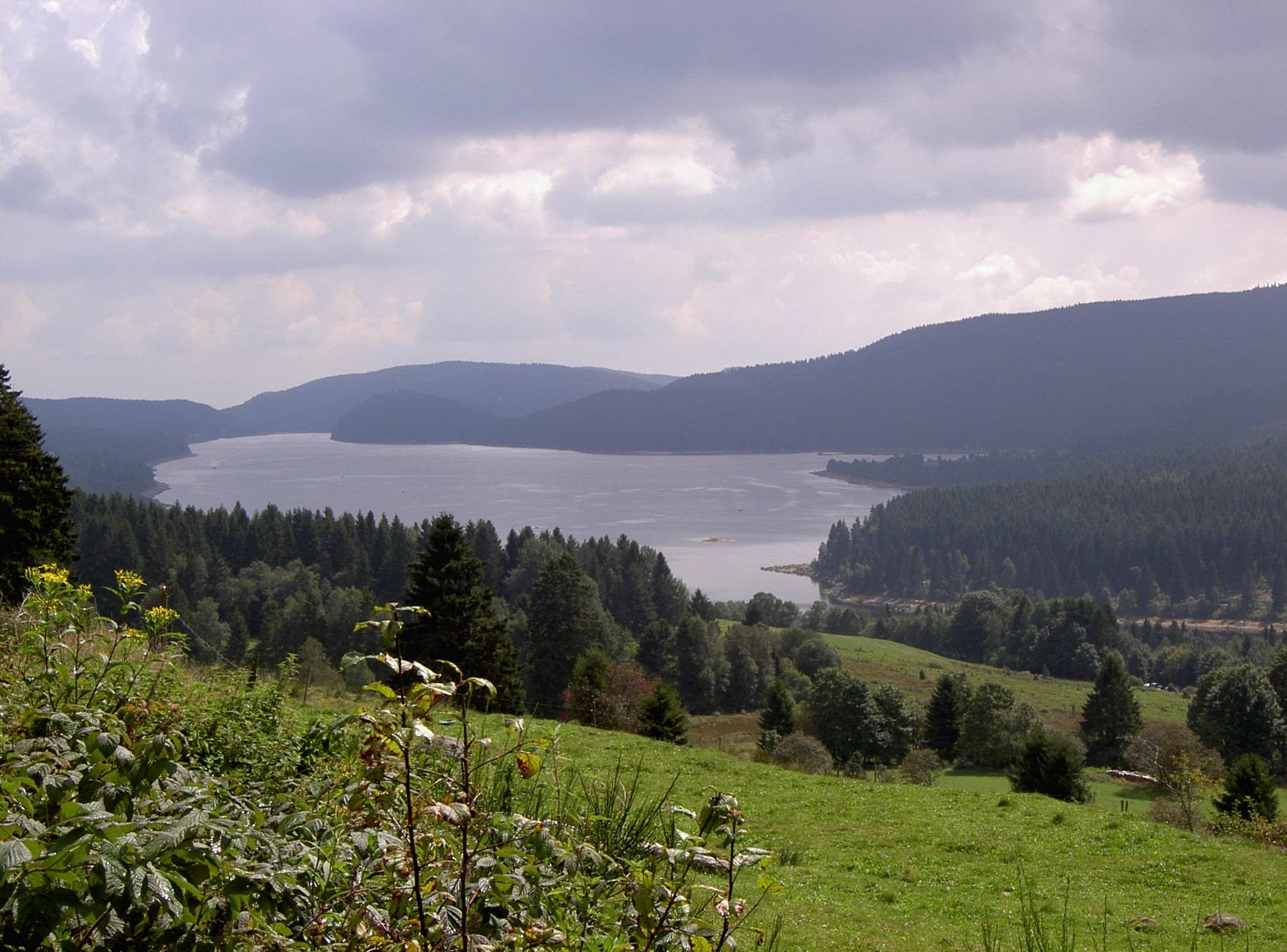
El lago Schluch en la parte oriental del sur de la Selva Negra.

La Selva Negra del Sur (en alemán: Südschwarzwald) es la parte más alta de la Selva Negra, un área fuertemente transformada por la glaciación de la edad de hielo al sur de una línea que va aproximadamente desde Friburgo de Brisgovia hasta Donaueschingen. El término Alta Selva Negra no es del todo idéntico, ya que suele incluir también la parte más alta de la Selva Negra Central, al sudeste del valle del Elz. El parque natural del Sur de la Selva Negra (Naturpark Südschwarzwald) también abarca esta zona, que se extiende por toda la Alta Selva Negra, así como por varias zonas periféricas.

## Características
A diferencia de las crestas y mesetas de las montañas casi paralelas de la Selva Negra del Norte y de la región central profundamente incisiva, la Selva Negra del Sur está dominada por una zona central de tierras altas, de la que emana la mayor parte del gran valle. Las cumbres más altas de las tierras altas centrales son el Feldberg (1.493 m) y el Herzogenhorn (1.415 m). En la llanura del Rin destacan el Belchen (1.414 m), el Schauinsland (1.284 m) y el Blauen (1.165 m). Otros picos notables son el Blößling (1.309 m) y el Hochkopf (1.263 m) en el sur, y el Hochfirst (1.190 m) en el este. Desde la zona de Feldberg fluyen el Wiese en dirección sudoeste, el Alb en dirección sur, el Schwarza/Schlücht que sigue el terreno descendiendo hacia el sureste, el Wutach, todavía llamado el Seebach y Gutach, inicialmente en dirección este y la cabecera del Dreisam que desciende abruptamente hacia el noroeste hasta la "capital de la Selva Negra" de Friburgo de Brisgovia.
Al oeste de una línea que va desde el valle de Höllental hasta el desfiladero de Wehra, el relieve se caracteriza por unas escarpadas tierras altas con diferencias de altura de entre 400 y 1.000 metros; al este hay una zona de tierras altas onduladas con amplios valles y diferencias de altura de entre 150 y 400 metros.
El gneis es la roca predominante con algunas intrusiones de granito. Ocasionalmente se producen matrices porfiríticas en las formaciones rocosas. A diferencia de la Selva Negra del Norte, la cubierta de arenisca de Bunter con sus formas de montaña en forma de meseta es más delgada y tiene menos influencia en el relieve.
La proporción de bosque en el sur de la Selva Negra es menor en comparación con las otras dos regiones.

## Elementos del paisaje
Monumentos naturales significativos:
- La región de Feldberg con los valles de Zastler Loch, Napf (Alpiner Pfad) y Feldseekar
- El valle de Seebach con los lagos Feldsee y Titisee
- Los lagos Schluchsee y Windgfällweiher, ambos agrandados artificialmente
- La región de Belchen y el Nonnenmattweiher
- El valle de Höllental y el desfiladero de Ravenna
- Barranca de Wutach
- El desfiladero de Alb
- El desfiladero de Wehra
- Circo glaciar Präg
- Varias cascadas
- Pantanos elevados como el Hinterzartener Moor, Urseemoor o Scheibenlechtenmoos

Asentamientos significativos y monumentos culturales:
- Ruinas de los baños romanso de Aquae villae en Badenweiler
- Friburgo de Brisgovia, también llamada la "capital de la Selva Negra"
- Ferrocarril del Valle del Infierno y el Ferrocarril de los Tres Lagos
- Abadía de San Pedro en la Selva Negra
- Abadía de St. Trudpert en el valle del Münster Superior
- St. Blasien con su abadía y catedral
- Capilla de San Osvaldo en Höllsteig
- Bürgeln House en el Markgräflerland
- Titisee-Neustadt en el valle de Gutach (curso superior del Wutach)
- Todtnau, Schönau y Zell im Wiesental
- Ferrocarril de valle de Wutach, también conocido como el Sauschwänzlebahn ("Ferrocarril de cola de cerdo")